# インターナショナル・シントウ・ファウンデーション
インターナショナル・シントウ・ファウンデーション（英: International Shinto Foundation、略称：ISF）は、神道文化の国際的啓蒙活動を行うNGO。1994年に、神道国際学会として東京で設立された。1996年にニューヨークでNGOとして登録され、1997年に神道国際学会として国連NGOに登録された。2005年に神道国際学会から分立してからも、日本語で神道国際学会と呼ばれることがある。

## 概要
国内外の日本宗教研究者へ呼びかけ、日本文化への国際理解を促進するための神道研究の支援や国際シンポジウム等を行うことを主な活動としている。
1994年10月に民間の任意団体神道国際学会として東京で発足し、1996年6月に神道国際学会のニューヨークセンターとしてアメリカ合衆国ニューヨーク州で法人登記し活動を始め、1997年12月に神道国際学会（International Shinto Foundation）として国連NGOに登録した。International Shinto Foundationは、認可の翌年から国際連合広報局の情報提供を受け活動を開始し、2005年に神道国際学会から分かれた。2009年以降のInternational Shinto Foundationの公式サイトでの日本名表記は、インターナショナル・シントウ・ファウンデーションである。しかし、国際連合広報センターの日本語サイトでは、2017年時点で日本に本部を置く国連NGOとして神道国際学会（International Shinto Foundation：ISF）と掲載されており、リンク先は日本の神道国際学会の公式サイトになっている。
経済社会理事会(ECOSOC)に特殊諮問資格を有しており、かつ、国連広報局認可NGOである。
宗教学者の井上順孝は2005年時点で、神道国際学会（International Shinto Foundation）は事実上ワールドメイトの財政援助で成り立っていると述べている。ドイツの宗教学者インケン・プロールは、日本の新宗教の教団は、自分たちの主張を発信するために学術活動を支援することがあるが、ワールドメイトとインターナショナル・シントウ・ファウンデーション（神道国際学会）はそのもっとも典型的な例だと述べている。

## 神道国際学会との関係
同会理事として神道研究の国際ネットワーク構築に尽力したマーク・テーウェンによると、ワールドメイトによって維持されていることから、「研究と実践的目的が混同されがち」などの問題点があり、その対策として2004年に関連各団体の活動区分と関係を見直し、2005年に組織が改変され、日本の神道国際学会（International Shinto Studies Association, ISSA）とアメリカのInternational Shinto Foundationに分かれた。日本の神道国際学会は学術面に力を入れ、International Shinto Foundationは国際的に神道や日本文化を紹介する啓蒙活動に力を入れるとされる。これに伴い会長の中西旭・副会長の深見東州は神道国際学会を退き、深見はInternational Shinto Foundationに専念するようになった。2団体は姉妹団体のような関係であり、部分的に独立する形で協力し合って活動している。テーウェンによると、2007年時点では改革から十分な時間がたっていないこともあり、改革の成果は明確には出ていないという。

## 沿革
- 1994年、東京で民間の任意団体として神道国際学会が発足[6]。
- 1996年、ニューヨークでInternational Shinto FoundationがNGOとして設立[4][6]。
- 1996年、神道国際学会（International Shinto Foundation）が国際連合広報局(United Nations Department of Public Information)にNGO(Non-Governmental Organization)として認証される[13][6]。
- 2000年、日本にNPO法人神道国際学会が設立される[4]。
- 2001年、経済社会理事会(Economic and Social Council)に諮問資格を有する特殊NGO (NGO in a special consultative status with ECOSOC)として認証される[1]。
- 2001年、コロンビア大学宗教学部に「深見東州神道学講座[10]」を開設し、同大学で初めて神道研究が行われることとなった[21]。
- 2005年、組織が改変され、神道国際学会からアメリカのInternational Shinto Foundationが切り離される[6]。
- 2008年、コロンビア大学副学長のニコラス・B・ダークス（英語版）教授の提案により、東アジア言語文化学部にも、「深見東州神道学講座」が拡張される[21]。

## 組織
会長
- 神道国際学会会長・ISF会長 中西旭（中央大学名誉教授、 神社本庁教学顧問、2001年時点）（1994年 - 2004年） 初代会長。2004年に組織改編に伴い退任。2005年死去。
- 神道国際学会会長・ISF会長 薗田稔（2005年 - ?年）